# Почвенно-агрономический музей имени В. Р. Вильямса
Почвенно-агрономический музей имени В. Р. Вильямса Московской сельскохозяйственной академии имени К. А. Тимирязева — российский музей почвоведения и агрономии, находится в специально построенном здании на территории академии.

## Описание
Музей был создан в 1934 году по спецпостановлению Правительства СССР в честь 50-летия научной и педагогической деятельности В. Р. Вильямса как научно-исследовательское и культурно-просветительское учреждение при Тимирязевской академии. Цель его была в том, чтобы помочь советским агрономам «овладеть природным почвообразовательным процессом». Возведение здания Почвенно-агрономического музея было организовано в 1938 году, автором проекта был архитектор М. И. Осипов, также существенное участие принял В. Р. Вильямс, российский и советский специалист в области почвоведения и агрономии, один из разработчиков агрономического почвоведения.
В 1954 году музей был открыт для посещений. В том же году в музее обустроили экспозицию, посвящённую генезису, географии, плодородию почв и их использованию. Ещё до открытия музея В. Р. Вильямс и ряд его учеников в 1888—1939 годах собрали большое число ценных образцов, которые позже стали экспонатами музею: почвенные монолиты, образцы генетических горизонтов, горных пород, гербарий.
В настоящее время общая площадь выставочных залов составляет 1518 м², в фондах музея около 50 тыс. единиц хранения. Экспозиции (более 1 тыс. экспонатов) распределены по принципу зонального почвенно-географического районирования. Помимо этого, представлены отличительные черты развития почвенного покрова конкретных регионов России, бывшего СССР и зарубежья.
Музей является наибольшим почвенным музеем в России, он также известен за пределами РФ. В наши дни основная научная работа ведётся в области почвоведения, генезиса, классификации почв; организуются практические занятия со студентами и специалистами сельскохозяйственного профиля.